# Bieżeń
Bieżeń is een plaats in het Poolse district  Kłobucki, woiwodschap Silezië. De plaats maakt deel uit van de gemeente Wręczyca Wielka en telt 779 inwoners.